# Viscosia elegans
Viscosia elegans är en rundmaskart som först beskrevs av Hans August Kreis 1924.  Viscosia elegans ingår i släktet Viscosia och familjen Oncholaimidae. Inga underarter finns listade i Catalogue of Life.